# Peter Rentsch (Historiker, November 1937)
Peter Rentsch (* 12. November 1937 in Lausa; † 11. Januar 2008 in Sitzenroda) war ein deutscher Historiker und Universitätsprofessor.

## Leben
Nach dem Besuch der Volks- und der Grundschule in Lausa, legte Peter Rentsch im Jahre 1955 das Abitur an der Oberschule in Torgau ab. Von 1956 bis 1960 studierte er an der Philosophischen Fakultät der Karl-Marx-Universität Leipzig.
1966 promovierte Peter Rentsch an der Karl-Marx-Universität Leipzig mit der Dissertation Zur Strategie und Taktik der Sozialistischen Einheitspartei Deutschlands und der Deutschen Demokratischen Republik im Kampf um die Lösung der nationalen Frage von 1949 bis 1952. 1982 verteidigte er in Leipzig erfolgreich seine Dissertation B zum Thema Die Nation und das National-Spezifische in der Programmatik und Strategie der Sozialistischen Einheitspartei Deutschlands.
Zum 1. September 1983 erfolgte seine Berufung zum ordentlichen Professor für Wissenschaftlichen Kommunismus an der Karl-Marx-Universität Leipzig. Mit Wirkung vom 15. Januar 1991 erfolgte seine Abberufung als Universitätsprofessor.
Er engagierte sich als Vorstandsmitglied im Leisniger Geschichts- und Heimatverein und publizierte unter anderem Forschungsergebnisse zum Kloster Buch.

## Werke (Auswahl)
- Zur Strategie und Taktik der Sozialistischen Einheitspartei Deutschlands und der Deutschen Demokratischen Republik im Kampf um die Lösung der nationalen Frage von 1949 bis 1952, Leipzig, 1966
- Zur gesellschaftlichen Determination der heutigen moralischen Anforderungen an internationalistisches patriotisches Verhalten. In: Internationales Symposium Sozialistische Moral und Student, 30. und 31. Mai 1978 in Leipzig, Teil 2. Leipzig, Karl-Marx-Universität, 1978, S. 16–20.
- Die Nation und das National-Spezifische in der Programmatik und Strategie der Sozialistischen Einheitspartei Deutschlands, Leipzig 1982
- Zum Zusammenhang von Allgemeinem und National-Spezifischem in der Strategie und Taktik marxistisch-leninistischer Parteien bei der Gestaltung der entwickelten sozialistischen Gesellschaft. In: Ernstgert Kalbe (Hrsg.): Sozialistischer Aufbau in Europa – Ergebnisse und Erfahrungen. (= Beiträge der wissenschaftlichen Konferenz des interdisziplinären Arbeitskreises Sozialistisches Weltsystem zum 40. Jahrestag der Befreiung, Leipzig, 15.–17. Mai 1985). Leipzig: Karl-Marx-Universität, 1986, S. 247–251.

## Auszeichnungen
- 1962 und 1968 Medaille für ausgezeichnete Leistungen
- 1971 Artur-Becker-Medaille in Silber
- 1972 Pestalozzi-Medaille für treue Dienste in Bronze
- 1980 Pestalozzi-Medaille für treue Dienste in Silber